# 羅伯特·清崎
羅伯特·徹·清崎（Robert Toru Kiyosaki，1947年4月8日—），美國夏威夷出生，第4代日本裔美國人，富爸爸系列書籍的主要作者。

## 生平
清崎的父親是夏威夷州教育部的教師，曾經是該地教育部長，他先在紐約攻讀大學，畢業後加入美国海军陆战队，曾任艦載武裝直升機機師，參加過越戰。退伍後曾入讀航海學校，之後在富爸爸提議下，加入施乐公司，學習銷售技巧，然而推銷工作成績強差人意，令他幾乎打算放棄，在富爸爸鼓勵下，清崎在推銷工作以外，亦為慈善機構，以致電陌生人（意外訪問）方式募捐。經過一番努力後，推銷技巧突飛猛進，由幾乎被革職的危局，變成登上施乐公司最佳營業額第一位。
1977年，清崎在工餘時間創辦生產「衝浪者」錢包的企業，日漸成長，令清崎毅然放棄在全錄的高薪厚職，全職投身企業，更曾一度藉此致富，然而由於拍檔在產品成功之後，變得鬆懈，令清崎決定離開，後又在拍檔要求下，為拯救瀕危公司而再次加入，最後由於中國大陸、台灣等地不斷有仿冒品出售，打擊尼龙生意，公司亦難逃倒閉命運。
退休生活期間，清崎徹決定重操父親故業——教師，希望透過遊戲，將致富心得廣為傳授，便在深山隱居兩年，專心鑽研與理財有關的遊戲。1985年，「現金流遊戲」（CASHFLOW GAME）終於面世。為更易向大眾介紹該遊戲概念，他開始執筆撰寫「富爸爸·窮爸爸」，結果大受歡迎，連續六年成為紐約時報最暢銷書籍。因此他隨後更與友人合作創辦一家國際教育公司「富爸爸理財教育」，配合現金流遊戲，教授理財觀念。並曾主持電視節目。獲邀加盟清崎出版社和分享致富心得的作者包括當時尚未成為總統的美國地產大王唐納德·特朗普（合著《富爸爸點石成金》）。

## 預言
2002年，清崎在《富爸爸大預言》中，預言美國將出現「2016史上最慘崩盤」，其理據是到了2016年，在1946至1964年嬰兒潮期間出生的人將陸續達到退休年齡，並將引發退休金基金大規模拋售股票以應付龐大需要，及至2016年，清崎在接受《MarketWatch》專訪時指出，該書所預估的市場崩盤確實如火如荼進行中，但如果美國還會有第四輪的量化寬鬆，那麼股市的反彈力道將會如排山倒海般猛烈。

## 爭議
清崎於藉由舉辦多次演講，推廣系列叢書中的現金流概念，賺取不少收益。其中部分演講由旗下的環球富有有限公司（Rich Global LLC）與教育機構Learning Annex合作，然而事後卻積欠Learning Annex費用未清償。2012年，環球富有有限公司被Learning Annex控告沒有依約支付分紅，並因敗訴而需要支付將近2400萬美元賠償金。儘管名下仍擁有許多資產可以償付，清崎仍為環球富有有限公司申請破產保護，以規避賠償金。
有一個以「kschang」為筆名的作者發文質疑書中的富爸爸只是虛構的角色，並意圖指出富爸爸的相關內容純屬虛構。

## 理論

### 資產與負債
羅伯特認為「資產就是將錢放進你口袋裡的東西，而負債則是把你口袋的錢拿走的東西。」資產和負債不同的現金流向，會造成不同的財富結果。窮人只通過工作獲取收入，通過消費將掙來錢花出去，沒有任何資產。中產階級通過工作獲取收入，再去購買一些他們認為是資產的負債，然後通過償還負債，花光他們的錢，他們同樣也沒有資產。而富人則通過購買資產來產生收入，再用收入來購買資產，不斷地循環下去，最終獲得大量的財富，實現無需工作也能不斷獲得收入的財務自由狀態。同時，他認為，能真正讓人達到財務自由的，不是工作，也不是金錢，而是能帶來源源不斷現金流的資產。
另一方面，他亦一再否定「房產必定等於資產」的普遍觀念，認為他們所理解的資產，實際上是負債——如房屋透過出租，以租金抵消成本費用，並產生出業主的正向現金流，才可算是「資產」，但大部份人並無這種意識，他們除了每个月要支付供款以外，尚要支付水費、電費、物業管理費、維修保養費等支持，不會產生正向現金流收入的房屋，充其量只是負債。

### 現金流象限
羅伯特提出的現金流象限，把收入分為4類，如右圖中部：
- Employee（受僱者、僱員）：為他人工作而賺取薪金，追求安全、穩定，畏懼風險的一群
- Self-employed（自僱者、專業技能者、自由職業者、小企業主）：擁有某一專長而能為自己工作而賺錢，重視完美，不輕易將職責交託予人，如：醫生、律師……等等。
- Business owner（企業所有人、僱傭者、僱主、老板）：擁有一個能夠良好運轉的企業系統，視風險為挑戰、歡迎問題並樂於透過解決問題而致富的一群，信奉以別人的時間(OTHER PEOPLE'S TIME，OPT)以及別人的金錢(OTHER PEOPLE'S MONEY，OPM)為他們工作，收入來源是企業的收益
- Investor（投資者）：讓錢為他們工作，收入來源是各種投資，用錢來產生出更多的錢，即是「富爸爸」一書中所強調「讓金錢為你工作」。

他認為，身處E、S兩種象限，無法令自己達至財務自由。我們應該透過成為B、I象限，才能達到目標。在此基礎上，他進而提出「B-I三角形」理念。

### B-I三角形
（外三個）
- 使命（Mission），企業宗旨及理念，例如提供最好、最廉產品等等，是企業價值觀核心所在。
- 團隊（Team），組成公司的成員，擅長所屬崗位工作的人才。
- 領導力（Leadership），自己在領導、管理團隊的能力。

（內五層，由下而上）
- 現金流（Cashflow），一個可以為公司帶來穩定收入來源的獲利機器。
- 溝通（Communication），對客戶的例如銷售技巧等，對內部例如上司與下屬可以彼此瞭解情況。
- 系統（System），公司運作所必需的制度。
- 法律（Legal），除了透過合法方式，減少應付稅項，還有例如版權維護、免責條款等需要。
- 產品（Product），產品品質，以及它是否迎合市場。

### 心理因素
除了上述概念外，清崎著作中另一種強調的，是個人觀念的改變。這些觀點包括﹕
- 控制個人的藉口——對自己諸如「沒時間」、「我沒錢」等等藉口，誠實地思考「對此我可以做點什麼?」
- 「成為、做、擁有」、「不是怎樣做，而是為何要做」——有願景，再實行，最後才可達成心願。達成財務自由，有方法並不足夠，還需要清楚個人目標才行。
- 認清楚每種意見，同時要有獨立思考能力，而非隨波逐流，任由恐慌情緒控制自己。
- 為自己未來製造美好的謊言——與其擔心「這樣做會怎樣？」，不如積極地強調夢想，以正面能量自我激勵。
- 學習新詞彙是免費的——改變所處象限，首先要學懂需要的名詞，從中適應這種轉變。
- 記住阿拉莫——學習得克薩斯人對失敗的豁達樂觀﹕「如果要破產的話，不如就來得嚴重一些！」

## 出版書籍
《Rich Dad, Poor Dad》（1997）
- （繁體中文）《富爸爸·窮爸爸》　出版社：高寶國際有限公司，出版日期：2001/01/01 ISBN 9789574672028
- （简体中文）《富爸爸 窮爸爸》　出版社：電子工業出版社，出版時間：2003-01-01 ISBN 9787505382992

作為解釋「現金流」遊戲理論基礎的著作，結果出乎意料大受歡迎，令清崎正式踏上作家之路。
《Rich Dad's CASHFLOW Quadrant》
- （繁體中文）《富爸爸·有錢有理》　出版社：高寶國際有限公司，出版日期：2001/04/01 ISBN 957-467-385-5
- （简体中文）《富爸爸 財務自由之路 神奇的現金流象限》　出版社：電子工業出版社，出版時間：2003-01-01 ISBN 9787505382978

進一步解釋富爸爸經常提到「E/S/B/I象限」在致富方式及觀念上的差異。
《Rich Dad's Guide to Investing》
- （繁體中文）《富爸爸·提早享受財富》1　出版社：高寶國際有限公司，出版日期：2001/10/29 ISBN 957-467-610-2
- （繁體中文）《富爸爸·提早享受財富》2　出版社：高寶國際有限公司，出版日期：2001/12/01 ISBN 957-467-694-3
- （简体中文）《富爸爸 投資指南》　出版社：電子工業出版社，出版日期：2003-04-01 ISBN 7-121-01365-7

指出各種不同投資工具的優劣，也是系列中首次提及「B-I三角形」概念。
《Rich Dad's Rich Kid Smart Kid》
- （繁體中文）《富爸爸·富小孩》上　出版社：高寶國際有限公司，出版日期：2002/05/29 ISBN 957-467-877-6
- （繁體中文）《富爸爸·富小孩》下　出版社：高寶國際有限公司，出版日期：2002/07/08 ISBN 957-467-878-4
- （简体中文）《富爸爸 富孩子 聰明孩子》　出版社：電子工業出版社，出版日期：2003-05 ISBN 7-5053-8295-0

闡述對作為父母的讀者，如何及早為孩子培養累積資產的概念。
《Rich Dad's Prophecy》
- （繁體中文）《經濟大預言》-清崎與富爸爸趨勢對話　出版社：高寶國際有限公司，出版日期：2003/04/01 ISBN 9789867806703
- （简体中文）《富爸爸 大預言》　出版社：電子工業出版社，出版日期：2003-03-01 ISBN 9787505385443

作者以富爸爸在70、80年代對未來環球經濟的預測，放諸現在以至未來，並教授讀者在可預見的將來，如何制定投資策略。
《Rich Dad's Retire Young, Retire Rich》
- （繁體中文）《財富執行力》-富爸爸的槓桿原理　出版社：高寶國際有限公司，出版日期：2003/05/20 ISBN 986-780-676-X
- （简体中文）《富爸爸 年輕退休》　出版社：電子工業出版社，出版日期：2003-04-01 ISBN 9787505382985

以清崎47歲達成財務自由，到斐濟慶祝為引子，分析面對廿一世紀資訊經濟環境，現代人能夠如何在變幻莫測的未來，為退休作最佳準備，甚至能夠提早退休，享受夢寐以求生活。
《Rich Dad's Success Stories》
- （繁體中文） 未出版
- （简体中文）《富爸爸 成功的故事》　出版社：電子工業出版社，出版時間：2005-01-01 ISBN 9787121006555
- （简体中文）《富爸爸·窮爸爸 實踐篇》　出版社：南海出版公司，出版時間：2009-01-01 ISBN 9787544238267

收錄曾玩過現金流遊戲、或者從課程或書本中的讀者、玩家，如何將富爸爸理論付諸實行，最後達成財務自由的個案輯錄。
《The Business School》
- （繁體中文）《富爸爸．商學院》　出版社：高寶國際有限公司，出版日期：2005/07/06 ISBN 986-732-344-0
- （简体中文）《富爸爸商學院：直銷致富的11大理由》　出版: 電子工業出版社，出版日期：2004-07 ISBN 9787121000140

《Rich Dad's Before You Quit Your Job》
- （繁體中文）《富爸爸·辭職創業》　出版社：高寶國際有限公司，出版日期：2006/04/06 ISBN 986-708-833-6
- （简体中文）《富爸爸 辭職創業前的10堂課》　出版社：電子工業出版社，出版日期：2006-01-01 ISBN 9787121021619

作者主要講述對創業的心得，特別是經營網絡營銷及創業所需的準備。
《Rich Dad's Increase Your Financial IQ》
- （繁體中文）《富爸爸財務IQ：愈精明愈有錢》　出版社：高寶國際有限公司，出版日期：2009/03/25 ISBN 978-986-185-2
- （简体中文）《富爸爸·提高你的財商》　出版社：南海出版社，出版時間：2008-10-01 ISBN 9787544242141

《Rich Dad's Conspiracy of the Rich: The 8 New Rules of Money》
- （繁體中文）《富爸爸之有錢人的大陰謀：八種全新的金錢法則》　出版社：高寶國際有限公司，出版日期：2010/09/08 ISBN 978-986-185-5073

《Unfair Advantage: The Power of Financial Education》
- （繁體中文）《富爸爸，賺錢時刻：挑戰有錢人的不公平競爭優勢》　出版社：高寶國際有限公司，出版日期：2011/12/14 ISBN 978-986-185-6551

《The Real Book of Real Estate: Real Experts. Real Stories. Real Life》
- （简体中文）《富爸爸房地产投资指南》　出版社：南海出版社，出版時間：2011-03-01 ISBN 9787544251204

其它書籍
《You Can Choose to Be Rich》
- （繁體中文）《富爸爸有聲書：你可以選擇富有》

《Sales Dogs》
- （繁體中文）《富爸爸 銷售狗》　出版社：高寶國際有限公司，出版日期：2005/05/12 ISBN 986-732-332-7 ISBN 9789867323323
- （简体中文）《富爸爸 銷售狗》　出版社：電子工業出版社，出版時間：2004-07-01 ISBN 9787121000034

作者/布萊爾·辛格（Singer Blair）著作，以不同犬隻類別，解釋不同個性的推銷員，怎樣提升銷售技巧。
《Why We Want You To Be Rich》
- （繁體中文）《川普清崎讓你賺大錢》　出版社：商周文化事業股份有限公司，出版日期：2007/07/05 ISBN 9789861248455
- （简体中文）《富爸爸 讓你賺大錢》　出版社：中信出版社，出版時間：2008-01-01 ISBN 9787508610665

清崎與主持「飛黃騰達」而廣為人知的著名地產富商唐納德·川普(Donald Trump)合著，在書中各自分享致富心得及經驗。
《Rich Woman》
- （繁體中文）《富爸爸 富女人 - 女人就是要有錢》　出版社：高寶國際有限公司，出版日期：2009/09/30 ISBN 978-986-185-3
- （简体中文）《富爸爸 女人一定要有錢》　出版社：南海出版社，出版時間：2008-11-01 ISBN 9787544241212

由作者妻子金·清崎所著，指導女性讀者如何達成財務自由。

## 教育遊戲
- 《現金流 101》遊戲成人版（原著為英文版，中文翻譯版：簡體中文版、繁體中文版)
- 《現金流 202》（僅有英文版）
- 《現金流》兒童版（原著為（英文）版，中文翻譯版：簡體中文版、繁體中文版）

～上述各版本，已有電腦版（eGame）；但僅發行英文版。

## 外部連結
- （英文）富爸爸 （页面存档备份，存于）官方網站
- （繁體中文）高寶書版集團 （页面存档备份，存于） 高寶國際有限公司